# سرپله (آبدانان)
سرپله یک روستا در ایران است که در دهستان سراب‌باغ واقع شده‌است. روستای سرپله (sarpaleh) 853نفر جمعیت دارد.
مردم در این روستا به زبان  لری بالاگریوه ای صحبت می‌کنند.
دامداری و کشاورزی شغل اکثر اهالی این روستاست.
از جاذبه‌های گردشگری این روستا می‌توان به پیل پیلک (پلی طبیعی در نزدیکی روستا) و اشکفت امیر (غار امیر) اشاره کرد.بلوطستان ، جنگل های کولِنگ پسته وحشی ، انجیر کوهی ، و رودخانه دویرج نیز در پنج کیلومتری جنوب روستا چشم نوازی می‌کنند.
قبرستان تاریخی کرچوغا نیز ضمن اینکه قدیمی ترین گورستان منطقه است، از جاهای دیدنی این روستای زیبا به شمار می آید.
همچنین سرپله زادگاه بسیاری از وکلای پایه یک دادگستری در استان ایلام و در سطح کشوری می‌باشد،تا جاییکه آن را روستای وکلا نیز می‌خوانند.
این روستا دارای طوایف مختلفی است که عبارت اند از  :
ایل زینی وند ، و طایفه ایسوند و طایفه گلالزیری